# Quadrupelbauer
|   | a | b | c | d | e | f | g | h |   |
| 8 |   |   |   |   |   |   |   |   | 8 |
| 7 |   |   |   |   |   |   |   |   | 7 |
| 6 |   |   |   |   |   |   |   |   | 6 |
| 5 |   |   |   |   |   |   |   |   | 5 |
| 4 |   |   |   |   |   |   |   |   | 4 |
| 3 |   |   |   |   |   |   |   |   | 3 |
| 2 |   |   |   |   |   |   |   |   | 2 |
| 1 |   |   |   |   |   |   |   |   | 1 |
|   | a | b | c | d | e | f | g | h |   |

Weiß hat einen Quadrupelbauer auf der c-Linie.
Quadrupelbauer ist ein Begriff aus dem Schach. Er bedeutet, dass sich vier Bauern derselben Farbe auf einer Linie befinden. Stehen sie sogar ohne eigene Bauern auf den rechts und links benachbarten Linien, so spricht man von isolierten Quadrupelbauern. Der Begriff stellt eine Steigerung von Tripelbauern dar. Der Quadrupelbauer ist häufig ein Freibauer, da er durch mindestens vier Schlagzüge entstanden ist und die Bauern dabei das Umfeld "gesäubert" haben. Außerdem können diese Freibauern durchaus gefährlich sein, da der vorderste Bauer die Brettmitte bereits überschritten hat und somit höchstens drei Züge bis zur Umwandlung zur Dame benötigt. Der Spieler mit dem Quadrupelbauer sollte diesen möglichst verteidigen und bei Gelegenheit vorrücken. Der Gegner, der gegen den Quadrupelbauern spielt, muss ihn blockieren und danach die einzelnen Bauern angreifen und erobern. Quadrupelbauern entstehen äußerst selten und lösen sich in der Regel schnell wieder auf.